# كارلوس سواريس غاري
كارلوس سواريس غاري (4 ديسمبر 1971 في البرازيل – )؛ هو لاعب كرة قدم سابق كان يلعب كلاعب وسط.

## وصلات خارجية
- كارلوس سواريس غاري على موقع رابطة كرة القدم اليابانية للمحترفين (اليابانية)
- كارلوس سواريس غاري على موقع قاعدة بيانات كرة القدم.إي يو (الإنجليزية)
- كارلوس سواريس غاري على موقع عالم كرة القدم.نت (الإنجليزية)